# جيريمي بلاسكو
جيريمي بلاسكو هو لاعب كرة قدم فرنسي في مركز قلب الدفاع، ولد في 12 فبراير 1999 في بايون في فرنسا. لعب مع ريال سوسيداد ب.